# Небжидово-Велике
Небжидово-Велике (пол. Niebrzydowo Wielkie, нім. Groß Hermenau) — село в Польщі, у гміні Моронґ Острудського повіту Вармінсько-Мазурського воєводства.
Населення — 188 осіб (2011).

## Демографія
Демографічна структура станом на 31 березня 2011 року:
|          | Загалом | Допрацездатний вік | Працездатний вік | Постпрацездатний вік |
| -------- | ------- | ------------------ | ---------------- | -------------------- |
| Чоловіки | 100     | 20                 | 69               | 11                   |
| Жінки    | 88      | 19                 | 48               | 21                   |
| Разом    | 188     | 39                 | 117              | 32                   |